# Küchen (Hessisch Lichtenau)
Küchen ist ein Stadtteil von Hessisch Lichtenau im nordhessischen Werra-Meißner-Kreis. Es liegt am Fuß des Hohen Meißners und an der Mündung des Steinbachs in die Wehre.

## Geschichte

Tafel mit dem Küchner Heimatlied

### Ortsgeschichte
Küchen entstand aus verschiedenen Wüstungen, wie Weißner, Welbach und Geisenroder. Dies sind heute noch Flurnamen. Die erste bekannte urkundliche Erwähnung ist von 1363, als die Gebrüder von Kappel das halbe Dorf an die Herren von Hundelshausen und ein weiteres Viertel des Dorfes und des Gerichts „Kuchen“ an die von Schlutwinsdorf verkauften, die es 1383 zu einem Viertel an den Landgrafen Hermann II. von Hessen weiterverkauften. Im Jahr 1391 wurde Küchen ein landgräfliches Lehen derer von Hundelshausen. Im Jahr 1403 versetzte Lotze von Kappel seinen Oheimen von Hundelshausen seine Rechte zu Küchen und zehn Jahre später verkaufte er ihnen seine Rechte zu Küchen. Küchen befand sich von 1480 bis 1527 im Besitz des Klosters Germerode. Das Klostergut umfasste im Jahr 1519 zwölf Hufen. Landgraf Wilhelm VI. von Hessen-Kassel verschrieb denen von Hundelshausen im Jahr 1571 Einkünfte aus dem Vorwerk zu Küchen. Landgraf Karl von Hessen-Kassel belehnte die von Hundelshausen im Jahr 1715 mit Gütern zu Küchen.
Der Ort gehörte bis 1821 zum hessischen Amt Lichtenau und danach zum Landkreis Witzenhausen. Während der französischen Besetzung gehörte der Ort zum Kanton Bischhausen im Königreich Westphalen (1807–1813).
Zum 1. Januar 1974 wurde im Zuge der Gebietsreform in Hessen die bis dahin zum Landkreis Witzenhausen gehörende Gemeinde kraft Landesgesetz in die Stadt Hessisch Lichtenau im neu gebildeten Werra-Meißner-Kreis eingegliedert. Für die eingegliederten neun Stadtteile sowie die Kernstadt wurde jeweils ein Ortsbezirk mit Ortsbeirat und Ortsvorsteher eingerichtet.

### Schulgeschichte

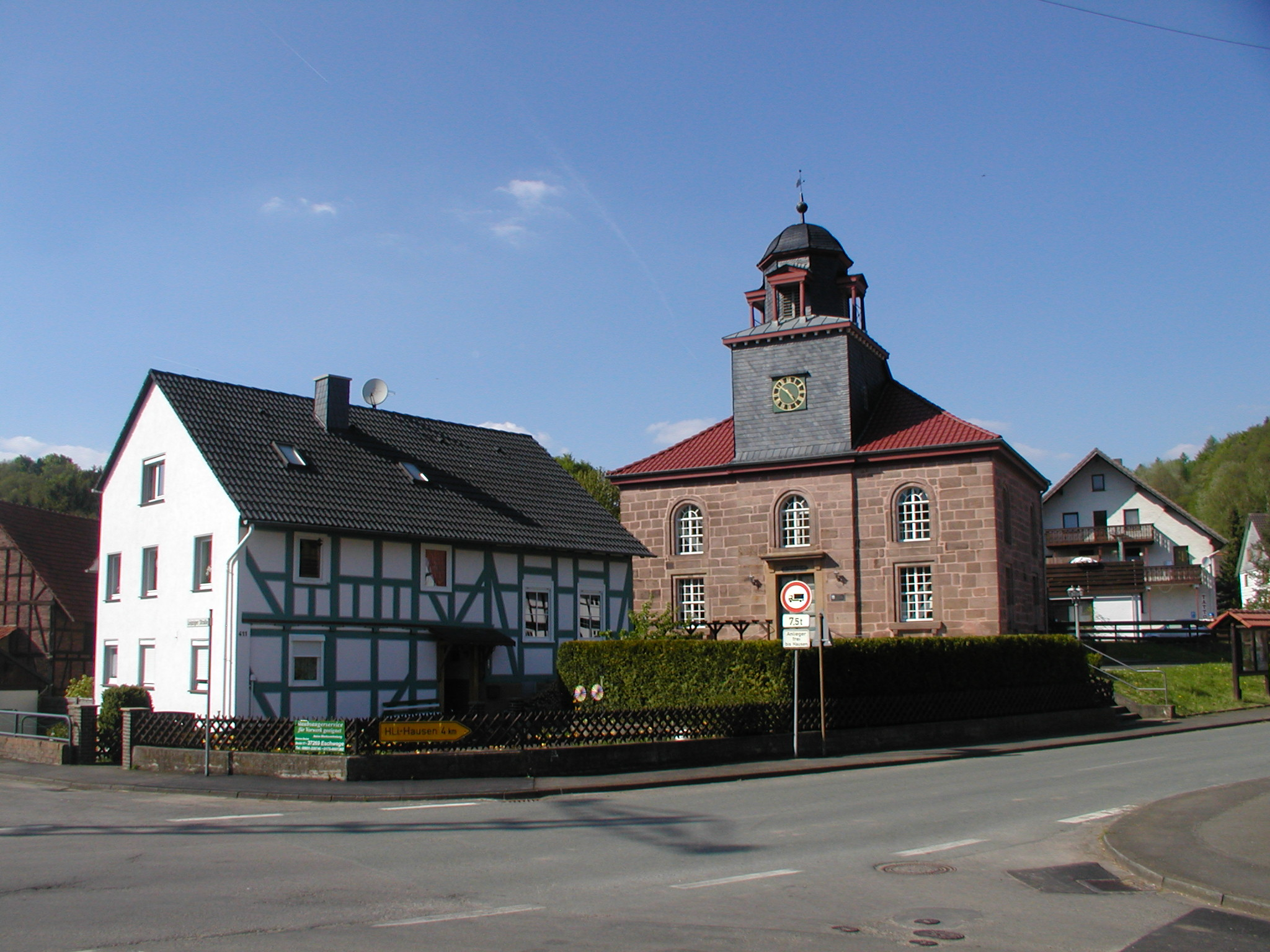
Dorfkirche Küchen

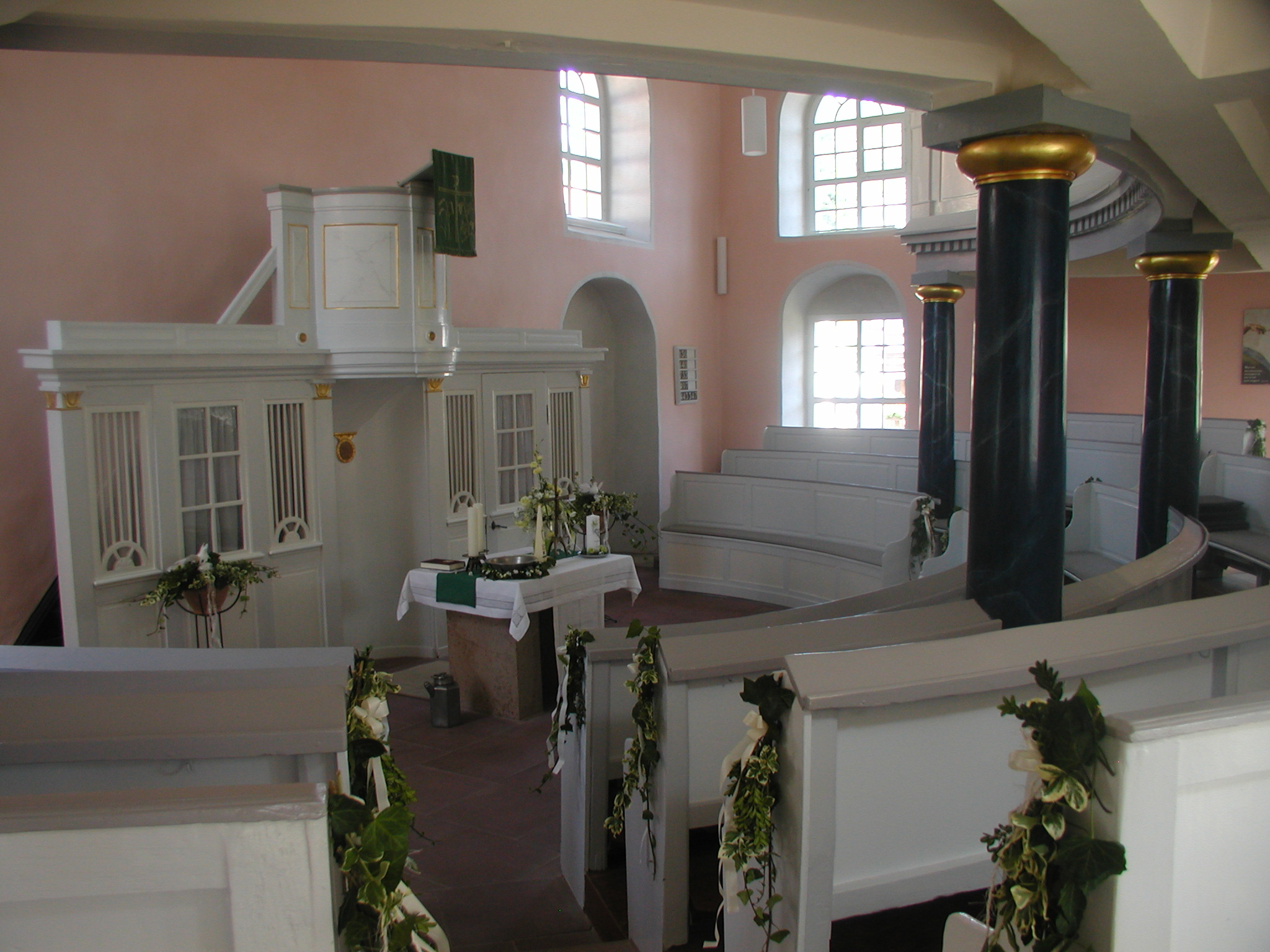
Dorfkirche Küchen, Innenansicht anlässlich einer Hochzeit

Bis zur Schulreform in den 1960er Jahren in Hessen hatte Küchen eine eigene Schule. Das Gebäude wurde bis 1901 genutzt. Es stand neben der Kirche und wurde von der politischen Gemeinde übernommen, verkauft sowie anschließend zum Wohnhaus umgebaut. Noch heute ist als solches erhalten. Das neue Schulgebäude wurde an der Hauptstraße errichtet. Es enthielt zwei Klassenräume, eine Wohnung für den Lehrer und einen Stall. Als Schule wurde es bis zum Ende in den 1960er Jahren genutzt. Der bekannteste Lehrer war K. F. Deys. Er dichtete das Küchener Heimatlied, war auch Kantor und unterrichtete viele Jahre an der Schule in Küchen. Das Gebäude wird heute als Dorfgemeinschaftshaus genutzt, die angrenzende ehemalige Scheune dient als Feuerwehrhaus. Heute gehen die Kinder nach Waldkappel in die dortige Grundschule; die weiterführende Schulen ab der 5. Klasse befinden sich in Hessisch Lichtenau und Eschwege.

## Bevölkerung
Einwohnerstruktur 2011
Nach den Erhebungen des Zensus 2011 lebten am Stichtag, dem 9. Mai 2011, in Küchen 225 Einwohner. Darunter waren 9 (4,0 %) Ausländer.
Nach dem Lebensalter waren 21 Einwohner unter 18 Jahren, 66 zwischen 18 und 49, 69 zwischen 50 und 64 und 69 Einwohner waren älter.
Die Einwohner lebten in 99 Haushalten. Davon waren 27 Singlehaushalte, 39 Paare ohne Kinder und 27 Paare mit Kindern, sowie 9 Alleinerziehende und keine Wohngemeinschaften. In 30 Haushalten lebten ausschließlich Senioren und in 51 Haushaltungen lebten keine Senioren.
Einwohnerentwicklung
| Quelle: Historisches Ortslexikon |                                                                   |
| • 1575:                          | 31 Hausgesesse                                                    |
| • 1585:                          | 31 Hausgesesse                                                    |
| • 1640:                          | von 39 Familien noch 10 ansässig                                  |
| • 1681:                          | 30 Hausgesesse                                                    |
| • 1747:                          | 36 Harnische mit 35 Feuerstellen                                  |
| • 1961:                          | 260 evangelische (= 89,66 %), 23 katholische (= 7,93 %) Einwohner |

| Küchen: Einwohnerzahlen von 1780 bis 2011 | Küchen: Einwohnerzahlen von 1780 bis 2011 | Küchen: Einwohnerzahlen von 1780 bis 2011 | Küchen: Einwohnerzahlen von 1780 bis 2011 | Küchen: Einwohnerzahlen von 1780 bis 2011 |
| --- | ----------------------------------------- | ----------------------------------------- | ----------------------------------------- | ----------------------------------------- |
| Jahr |                                           |                                           |                                           | Einwohner                                 |
| 1780 | 1780                                      |                                           | 115                                       | 115                                       |
| 1800 | 1800                                      |                                           | ?                                         | ?                                         |
| 1834 | 1834                                      |                                           | 285                                       | 285                                       |
| 1840 | 1840                                      |                                           | 318                                       | 318                                       |
| 1846 | 1846                                      |                                           | 331                                       | 331                                       |
| 1852 | 1852                                      |                                           | 317                                       | 317                                       |
| 1858 | 1858                                      |                                           | 334                                       | 334                                       |
| 1864 | 1864                                      |                                           | 348                                       | 348                                       |
| 1871 | 1871                                      |                                           | 333                                       | 333                                       |
| 1875 | 1875                                      |                                           | 343                                       | 343                                       |
| 1885 | 1885                                      |                                           | 273                                       | 273                                       |
| 1895 | 1895                                      |                                           | 261                                       | 261                                       |
| 1905 | 1905                                      |                                           | 251                                       | 251                                       |
| 1910 | 1910                                      |                                           | 232                                       | 232                                       |
| 1925 | 1925                                      |                                           | 257                                       | 257                                       |
| 1939 | 1939                                      |                                           | 221                                       | 221                                       |
| 1946 | 1946                                      |                                           | 323                                       | 323                                       |
| 1950 | 1950                                      |                                           | 324                                       | 324                                       |
| 1956 | 1956                                      |                                           | 318                                       | 318                                       |
| 1961 | 1961                                      |                                           | 290                                       | 290                                       |
| 1967 | 1967                                      |                                           | 292                                       | 292                                       |
| 1970 | 1970                                      |                                           | 290                                       | 290                                       |
| 1980 | 1980                                      |                                           | ?                                         | ?                                         |
| 1990 | 1990                                      |                                           | ?                                         | ?                                         |
| 2000 | 2000                                      |                                           | ?                                         | ?                                         |
| 2011 | 2011                                      |                                           | 225                                       | 225                                       |
| Datenquelle: Historisches Gemeindeverzeichnis für Hessen: Die Bevölkerung der Gemeinden 1834 bis 1967. Wiesbaden: Hessisches Statistisches Landesamt, 1968. Weitere Quellen: LAGIS; Zensus 2011 |                                           |                                           |                                           |                                           |

Berufsgliederung 1808
- 14 Leinweber, 3 Zimmerleute, ein Wagner, ein Weißbinder, ein Hufschmied, ein Maurer, ein Müller, ein Schuhmacher[1]

## Politik
Für Küchen besteht ein Ortsbezirk (Gebiete der ehemaligen Gemeinde Küchen) mit Ortsbeirat und Ortsvorsteher nach der Hessischen Gemeindeordnung.
Der Ortsbeirat besteht aus fünf Mitgliedern. Bei den Kommunalwahlen in Hessen 2021 betrug die Wahlbeteiligung zum Ortsbeirat 62,57 %. Alle Kandidaten gehörten der „Küchener Liste“ an. Der Ortsbeirat wählte Andreas Rehbein zum Ortsvorsteher.

## Sehenswürdigkeiten
Wahrzeichen des Ortes ist die im Jahre 1827/28 von Landbaumeister Johann Friedrich Matthei erbaute Querkirche. Sie ist (k)lassizistischer Quersaal mit regelmäßiger zweigeschossiger Fensteranordnung. Über dem leicht risalitartig vorgezogenen Eingang verschieferter Fachwerkturm; die Laterne mit vier kleinen vorgestellten Ädikulen. - Im Innern protestantischer Predigtraum: Kanzel an der rückwärtigen Längswand hinter dem Altar, die ansteigenden Bankreihen und die von toskanischen Säulen getragenen Emporen halbkreisförmig angeordnet (...). Orgel mit pfeifenlosem Ornamentprospekt mit reichem Schnitzwerk, in den drei Feldern auch Lyramotive, 1840 von K. Ziese.
Diese Kirche wurde mitten im Ort an der Stelle gebaut, an der zuvor eine verfallende Holzkirche stand. In den Jahren 1999 bis 2003 wurde die Kirche vollständig renoviert. Dafür wurde sie zum Rohbau zurückgebaut und anschließend wieder neu mit alten und neuen Materialien aufgebaut. Die Kirche wurde seit 1570 von dem Pfarrer aus Harmuthsachsen betreut.
Zum 1. September 2011 wurde das Kirchspiel Harmuthsachsen, Hasselbach und Küchen aufgelöst. Seit dem 1. Mai 2013 ist die evangelische Kirchengemeinde Küchen in das Kirchspiel Walburg eingegliedert und wird von dem Walburger Pfarrer betreut.

## Wirtschaft und Infrastruktur
Es gibt einige landwirtschaftliche Betriebe, ein Tattoo-Studio und einen Holzpellets-Handel.
Ab 1899 lag Küchen an der Bahnstrecke Kassel–Eschwege und teilte sich den auf halber Strecke nach Hasselbach liegenden Bahnhof mit diesem Ort, dessen Name letztlich auch Verwendung fand. Diese Bahnverbindung wurde immer unattraktiver und 1985 endete der Schienenverkehr zugunsten des Linienbusses. Die Gleise wurden hier stillgelegt und abgebaut. In den 1980er Jahren entstand eine Ortsumgehung für die zuvor durch den Ort verlaufende B 7. Im Verlauf der Bundesautobahn 44 wurden im Herbst 2010 zwei Grünbrücken zwischen Hasselbach und Küchen errichtet. Der Bau des Tunnel Küchen an der A 44 begann im Herbst 2012. Er führt teilweise unter der Wohnbebauung hindurch, was beim Bau zu Schäden an Gebäuden führte. Für die A 44 wird teilweise die Trasse der aufgegebenen Eisenbahnlinie genutzt.